# Tegosa flavina
Tegosa flavina är en fjärilsart som beskrevs av Johannes Karl Max Röber 1913. Tegosa flavina ingår i släktet Tegosa och familjen praktfjärilar. Inga underarter finns listade i Catalogue of Life.